# Kunstmarkt in de late middeleeuwen en de nieuwe tijd

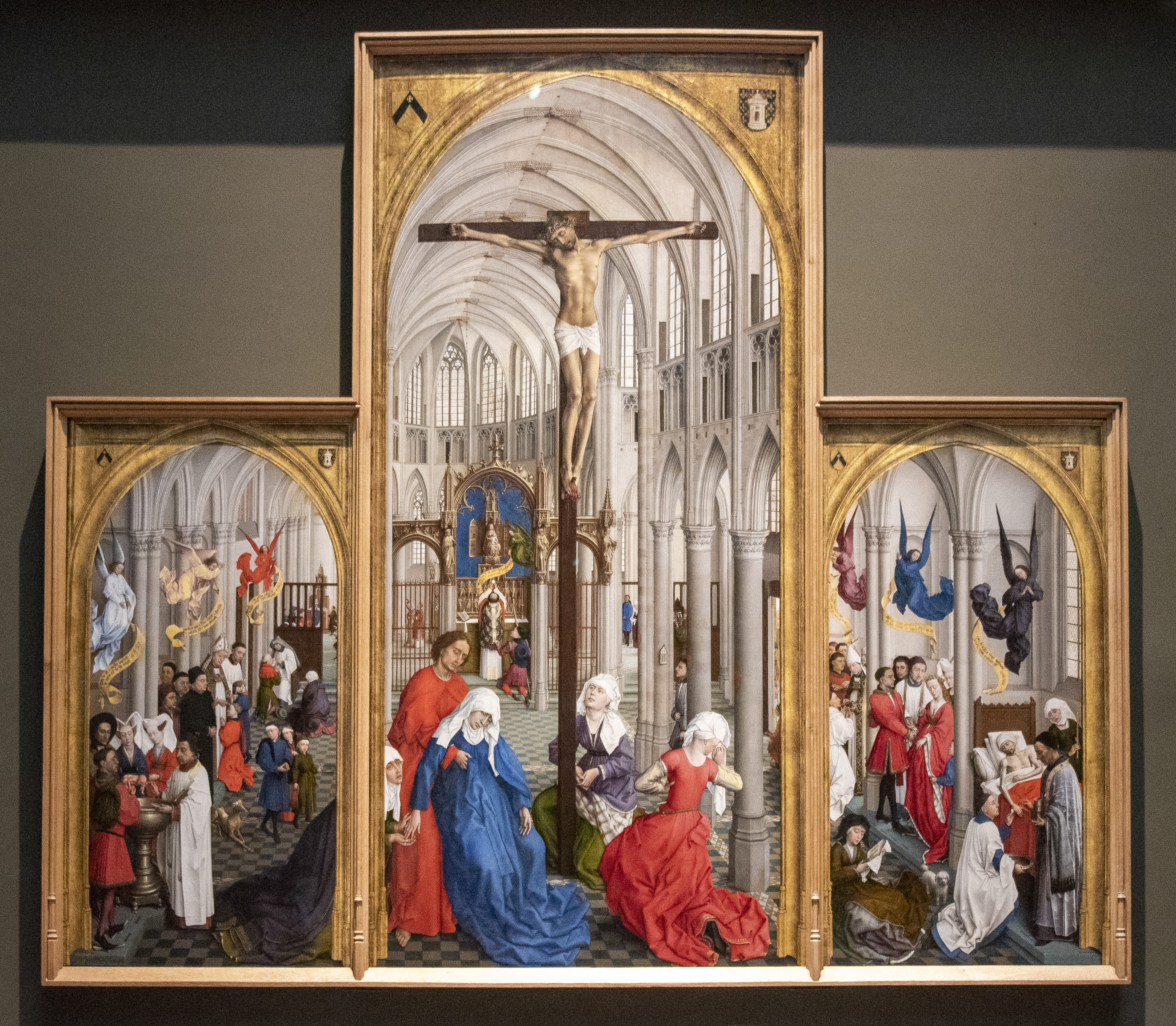
De zeven sacramenten door Rogier van der Weyden

De kunstmarkt in de late middeleeuwen en de nieuwe tijd ontstond toen de Katholieke Kerk in de Nederlanden vanaf de 15e eeuw een schier onbeperkte markt voor kunst creëerde.  Naast de religieuze groepen diende zich ook de adel vanaf de 15e eeuw aan bij de ateliers van kunstschilders en beeldhouwers. Op het einde van de 15e eeuw vonden ook de nieuwe rijken de weg naar de kunstmarkt.

## Kunst en geloof
De middeleeuwse mens was in de ban van het einde der tijden. Hij was zich bewust van de schepping, de zondeval en de komst van Jezus Christus. Nagelbijtend wachtte hij het oordeel af of hij in het herstelde paradijs terecht zou komen of de vreselijkste hellefolteringen zou moeten doorstaan. Heel zijn leven stond in het teken van het bemachtigen van de toegang tot de hemel.
In tegenstelling tot sommige andere godsdiensten had de Katholieke Kerk in de Nederlanden geen bezwaar tegen het gebruik van beeltenissen. Vooral voor ongeletterden was de picturale taal een hulpmiddel om te bidden, te mediteren en zich te verdiepen in het geloof. De middeleeuwse beeldentaal kreeg tijdens de renaissance nieuwe uitingen als gevolg van belangrijke sociale mutatie. Burgerij en adel werden belangrijke factoren in de samenleving. Ook zij genereerden nood aan nieuwe onderwerpen in de beeldentaal.

## Kunstgebruik

### In de kerken

Portret van een familie in een kunstkamer van Frans Francken II

Om tijdens woelige tijden de zielen van paupers niet te verliezen richtte de Kerk in de 12e en 13e eeuw bedelorden op. Franciscanen poogden met mystieke spanning, optimisme en gedeelde armoede het proletariaat op het rechte pad te houden. Daarbij spaarden de bedelmonniken de emoties niet. Het verhaal van Jezus is er een van een arme mens. Hij is toch geboren in een stal omdat Jozef en Maria geen geld hadden voor een herberg. Herders zagen hem voor de eerste keer. En op Golgotha moest zijn moeder haar zoon aan het kruis zien sterven. De visie van de franciscanen legde zo een basis voor mensgerichtheid in de Bijbel. Hun God is niet langer ongenaakbaar en onbewogen, ergens in de hoge hemelsfeer. Gelovigen kunnen nu Jezus zien als een mens en zijn moeder, vroeger een hemelkoningin, als een troostende mama.
Kerken werden vanaf de 12e eeuw versierd met muurschilderingen om hun woord aan de gelovigen over te brengen. Vanaf de 15e eeuw zochten geestelijken kunstenaars om op een begrijpelijke manier het christendom in al zijn facetten aanschouwelijk te maken. Een nieuwe bedrijfstak van schilders en beeldhouwers ontstond die zich verenigden in gilden. Schilderen op zelfstandig staande houten panelen en doeken vond algemeen ingang.

### Bij de adel

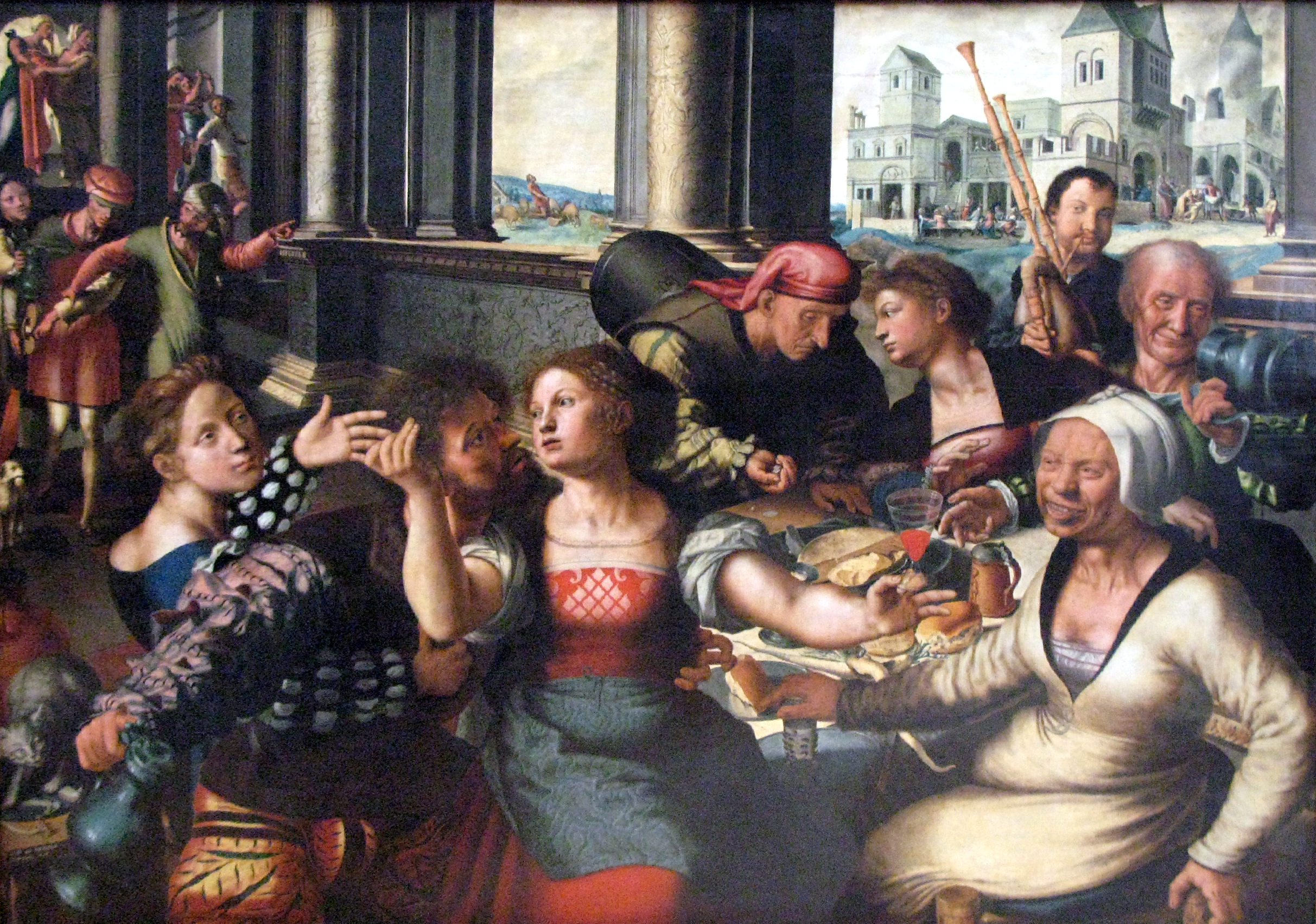
De verloren zoon (1536) van Jan Sanders van Hemessen

Door de toename van de stedelijke burgerij als gevolg van de vergrote welstand en de interesse van de adel in kunst nam de kunstmarkt verder in belang toe. Edellieden waren vervlochten met de geestelijkheid en lieten in kerken zijkapellen bouwen die door kunst werden versierd. Hun gebeeldhouwde tombes en grafdeksels zijn er nog vaak te zien. Jheronimus Bosch (circa 1450-1516) was een schilder die, bij het begin van zijn loopbaan, zeker moet gewerkt hebben voor de clerus en de diepkatholieke adel. 
Keizer Karel en zijn zoon koning Filips II, koning van Spanje en de Nederlanden kochten massaal kunst aan in zowel de Nederlanden als Italië. Hun versierde paleizen waren later een inspiratiebron voor kunstenaars voor onder meer Rubens, Velasquez als Goya. 
Vanaf het tweede kwart van de zestiende eeuw vonden schilders stof in de religieuze literatuur om wereldse elementen toe te voegen. De Parabel van de Verloren Zoon was in die tijd een echte kaskraker.

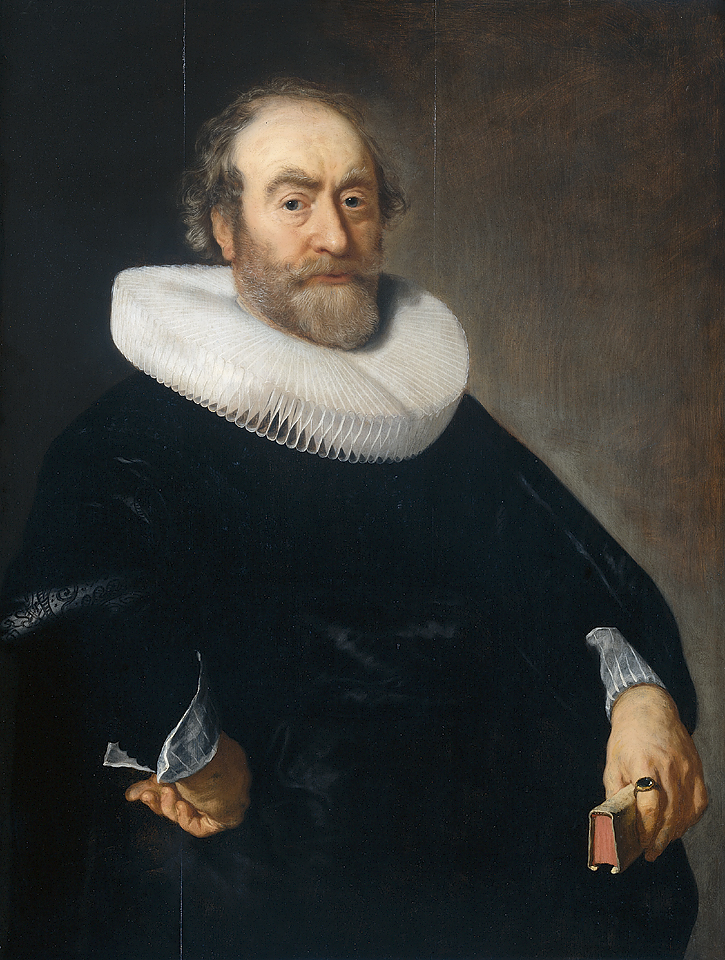
Regent Andries Bicker

### In de Republiek
Calvinisme was de officiële religie in de Republiek, al kende men al vanaf 1579 gewetensvrijheid. Kunst en geloof waren hier veel minder met elkaar verbonden. Voor de rijke regenten, de politiek-economische leidende klasse, was kunst meer een divertimento en een vertoon van uiterlijke sier. Maar ook in vele burgerzinnen was kunst aanwezig. 

### Bij de nouveau riche
Op het einde van de 15e eeuw vonden de nieuwe rijken hun weg naar de kunstenaars. Zij wilden gelijke tred  houden met de bloei van de steden en de opkomst van de burgerij. Door hun toedoen ontstond de portretschilderkunst, samen met het moraliserend genretafereel.  Eerst volgden ze de keuze van de adel en de geestelijkheid en bestelden uitsluitend religieuze schilderijen en portretten. De overgang van christelijke moraal naar burgermoraal gebeurde zeer geleidelijk en in de 16e eeuw overlapten ze mekaar grotendeels.

## Kopers en specialisten
Kunstkopers hebben steeds getracht zich te beschermen tegen fraude. Als Pieter Pourbus (circa 1523-1584) van de Brugse visverkopers de opdracht kreeg om een retabel te schilderen werd contractueel vastgelegd dat hij het doek integraal moest uitvoeren. Indien het niet anders kon, mocht zijn zoon Frans en alleen hij helpen. Nochtans was de 16e eeuw de tijd waarin men de serieproductie van kunstwerken bedacht.

### Goswin en Rogier

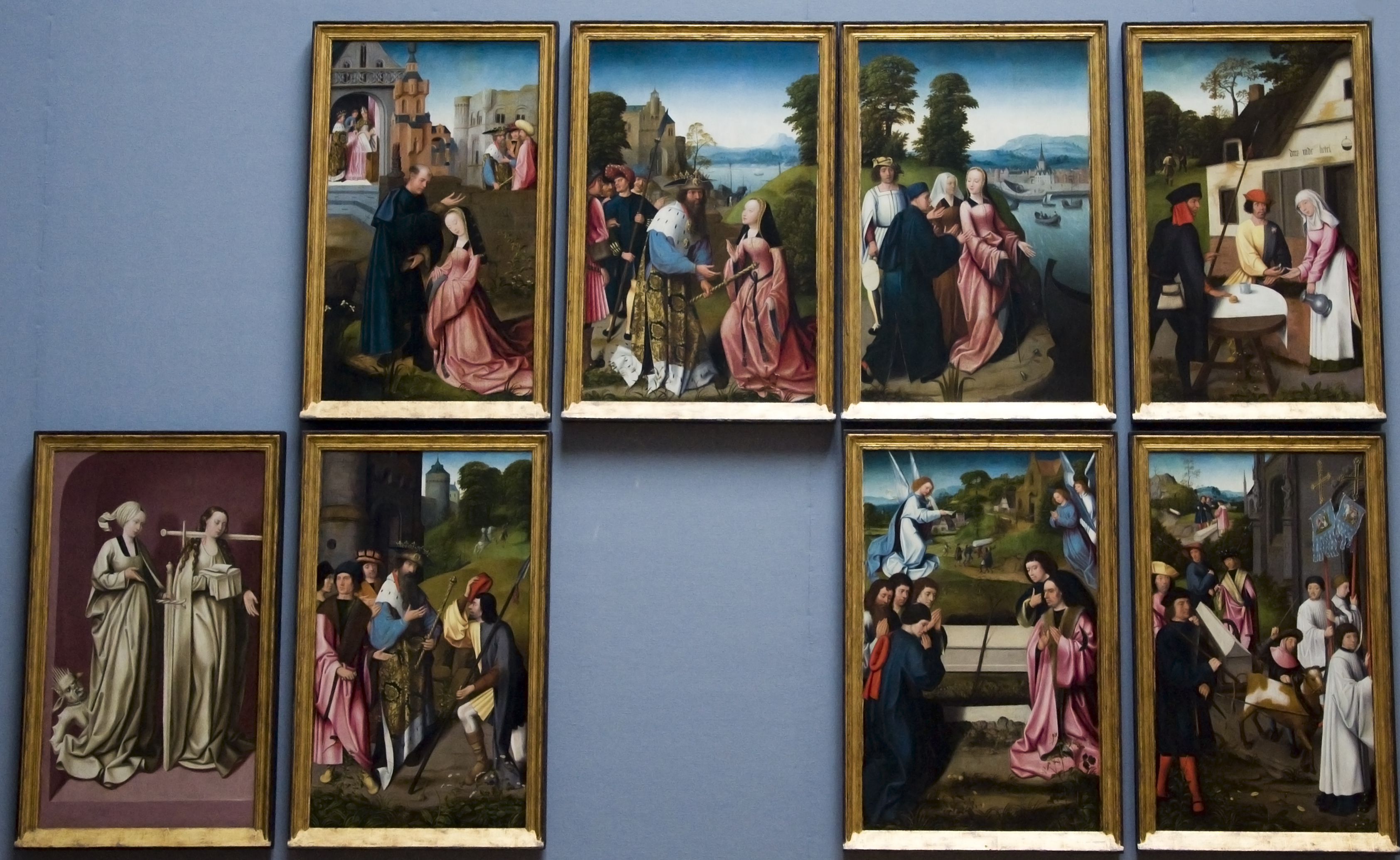
Heilige Dymphnareeks van Goswin van der Weyden

Een typisch voorbeeld van de onzekerheid over de auteur van een kunstwerk is het Dymphna-altaarstuk. Het wordt met aan zekerheid grenzende waarschijnlijkheid toegeschreven aan Goswin van der Weyden (ca. 1465 - na 1538), kleinzoon van Rogier van der Weyden (1399 of 1400 - 1464). Gezien het kunstwerk niet gesigneerd is, blijft de zekerheid grenzen aan de waarschijnlijkheid. De toewijzing gebeurde op grond van stilistische parallellen tussen dit werk en andere doeken, wel door Goswin gesigneerd. Zelfs kunstkenner Max Friedlander hoopte in 1933 nog dat iemand een betere toewijzing kon bedenken.
Van Goswins werken zijn de specialisten dan weer niet zo onzeker als van die van zijn grootvader. Rogier signeerde geen enkel werk. Als hij stilistisch niet zo coherent was en goed gedocumenteerd was hij allicht verdwenen in de plooien van de geschiedenis. Dat is nu het geval voor talloze anonieme kunstenaars waarvan aan sommigen een noodnaam werd toegekend.

## Onzekerheid op de kunstmarkt
Ook in de 21e eeuw bereiken werken van Massijs, Joos van Cleve, Pourbus en van vaders en zonen Brueg(h)el de kunstmarkt. Handelaars gebruiken termen als origineel, kopie naar, atelier van met prijzen die al vlug in de miljoenen lopen. Een echte Massijs is tenslotte veel meer waard dan een stuk uit zijn atelier, ook al is het even goed geschilderd. Specialisten gaan in discussie want de ene ziet er meer Massijs in dan de andere. Professor X vond het werk te poezelig, voor kenner Y was het een echte Massijs terwijl doctor Z het niet poezelig genoeg vond. De andere versie van dat schilderij was misschien de echte. Of was dit toch het lang gezochte origineel?